# 活動写真
活動写真（かつどうしゃしん）は、日本の明治・大正期における映画の呼称。motion pictureの直訳語であり、元来は幻灯機のことを指す。後に意味が変じて、映画を指すようになった。単に活動とも。自動幻画、活動大写真、自動写真という呼称もあった。映画という名称が広く使われるようになるのは大正後期になってからである。英語でもmotion pictureは会社名やスタジオ名として使われるが映画そのものはmovieと呼ばれている。
活動写真は映画の昔の呼び名ではあるが、映画とは意味が少々違い、活動写真は荒唐無稽な時代劇や演劇の実写化したもののことを指す。大正時代に起こった純映画劇運動によって活動写真は、芸術的水準が向上し、活動写真とは一線を画した映画へと生まれ変わっていった。

## 経緯
1896年（明治29年）11月17日、神戸市の高橋新治が輸入した「キネトスコープ」（当時はニーテスコップと呼ばれた）の映像を、滞在中の小松宮彰仁親王に見せたことが、11月19日付の「神戸又新日報」の「ニーテスコップ（電氣作用寫眞活動機械）之儀　今般小松宮殿下御來港ニ際シ御照覧ニ奉供候」という記事になった。当初は活動写真ではなく、「写真活動機械」と呼ばれたことが分かる。11月25日には、高橋によって神戸市花隈の神港俱楽部で日本初の活動写真興行が催される。
同じ頃、フランスに渡っていた稲畑勝太郎は同窓生であったオーギュスト・リュミエールから2台の「シネマトグラフ」を購入していた。また、この年、荒木和一が「ヴァイタスコープ」（キネトスコープの改良型。スクリーン投射可能）を輸入し、その機械に「活動写真」と命名したと言われる。
明けて1897年（明治30年）2月15日には、フランスから帰国した稲畑勝太郎がシネマトグラフの映像を大阪市戎橋通りの南地演舞場で上映した。日本初の「映画興行」である。3月6日には、東京市の「新居商会」によって、神田錦輝館で「電気活動大写真会」と銘打ち、ヴァイタスコープによる興行も行われた。
日本で国産第一号の活動写真が公開されたのは、1899年（明治32年）6月20日、東京歌舞伎座である。『芸者の手踊り』という題のドキュメンタリー映画だった。 劇映画の第一号『稲妻強盗』は同年9月に製作された。日本の映画俳優第一号は、この作品に出演した横山運平だと言われている。

## おもな活動写真会社
- 広目屋 （日本率先活動写真会）
- 福宝堂・吉沢商会・M・パテー商会・横田商会 - 日活
- 小松商会
- 東京シネマ商会
- 三友倶楽部 - 東洋商会 - 天然色活動写真 - 山川興行部 - 帝国キネマ演芸 - （東邦映画製作所・アシヤ映画製作所） - 新興キネマ
- 常盤商会 - 天活 - 小林商会 - 国際活映 - 河合映画製作社 - 大都映画
- 東洋フィルム - 大正活動映画 （トーマス・栗原、谷崎潤一郎）
- 映画芸術協会 （帰山教正）
- 松竹キネマ - 松竹蒲田撮影所 - 松竹下加茂撮影所 - 松竹大船撮影所
- 小笠原プロダクション （小笠原明峰、三善英芳）
- 活動写真資料研究会 - タカマツ・アズマプロダクション
- 衣笠映画連盟 （衣笠貞之助）
- 連合映画芸術家協会 （直木三十五）
- ミカド商会 - 牧野教育映画 - マキノ・プロダクション - 正映マキノキネマ - 宝塚キネマ興行 - エトナ映画社 - マキノ・トーキー
- 不二映画社 （鈴木傳明・岡田時彦・高田稔・渡辺篤 - 上森健一郎・川口松太郎）
- 阪東妻三郎プロダクション - 大日本(東洋)自由映画プロダクション （阪東妻三郎）
- 嵐寛寿郎プロダクション （嵐寛寿郎）
- 入江ぷろだくしょん （入江たか子、東坊城恭長）
- 甲陽キネマ - 東亜シネマ - 東活映画社（東活）
- J.O.スタヂオ
- 市川右太衛門プロダクション
- 福井映画
- 森本プロ
- 赤沢映画

## 関連事項
- ウィリアム・K・L・ディクソン - キネトスコープの発明者
- 活動弁士
- 小西本店 - ゴーモン社製のムービーカメラを輸入、日本初の映画を実験的に製作
- 浅野四郎 - 日本初の撮影技師
- 駒田好洋 - 日本初の商業公開用の映画、および日本初の劇映画の製作者
- 撮影所
- 吉野二郎
- 花柳はるみ - 日本初の映画女優（従来は「女形」が女役を演じた）
- 大映 （トーキー時代の1942年、日活・新興・大都の3社統合で設立）